# Gârbovi
Gârbovi – wieś w Rumunii, w okręgu Jałomica, w gminie Gârbovi. W 2011 roku liczyła 3958 mieszkańców.